# Якірці
Якірці, рогульки (відомі ще під назвою залізного чи троїцького часнику) — частина озброєння запорозьких козаків. 
Якірці нагадують чотири товсті цвяхи, дуже загострені на кінцях і з'єднані докупи в центрі. Якірці виготовляли з подовгастого шматка заліза, розщепленого до середини на три частини й потім викуваного окремо вручну. Як бойову зброю їх використовували в давнину росіяни, поляки, а згодом, татари і запорізькі козаки. Їх призначенням було поранення кінських копит, тому запорожці розкидали їх у степу перед ворожою кіннотою, щоб сповільнити її просування. Як його не покладеш, один ріжок якірця все одно буде стирчати вгору й неодмінно встромиться у копито коня.